# Автошлях Т 1930
Автошля́х Т 1930 — автомобільний шлях територіального значення у Сумській області. Пролягає територією Великописарівського району від перетину з Т 1705 через Добрянське — Сидорову Яругу. Загальна довжина — 13,3 км.

## Маршрут
Автошлях проходить через такі населені пункти:
| Автошлях Т 1930          |        |
| Сумська область          |        |
| Великописарівський район |        |
|                          | Т 1705 |
| Добрянське               |        |
| Сидорова Яруга           |        |